# Piñera
Piñera – miasto w Urugwaju, w departamencie Paysandú.